# کویریکتی
کویریکتی (گرجی: კვირიკეთი) یک روستا در شهرداری ازورگتی ناحیه گوریا در غرب گرجستان است.